# Podkopná Lhota
Podkopná Lhota é uma comuna checa localizada na região de Zlín, distrito de Zlín.